# Интернациональный стиль (бронзовый век)
Интернациональный стиль бронзового века — определение, данное рядом археологов для стиля предметов роскоши (прежде всего из слоновой кости, фаянса или металла) позднего бронзового века, происходящих из восточного Средиземноморья. Стиль был распространён в XIV и XIII веках до н. э. Термин принят не всеми археологами. Впервые его предложил египтолог Уильям Стивенсон Смит в 1960-е годы в связи с тем, что для данного стиля характерно смешение египетских, месопотамских и эгейских элементов, из-за чего даже не всегда возможно установить происхождение. Центры производства подобных предметов находились главным образом в Леванте, например, в Угарите.
- Фаянсовый сосуд в виде головы, кипрская или сирийская работа
- Игровая доска из слоновой кости, кипрская или сирийская работа
- Сосуд для косметики